# Spärreld

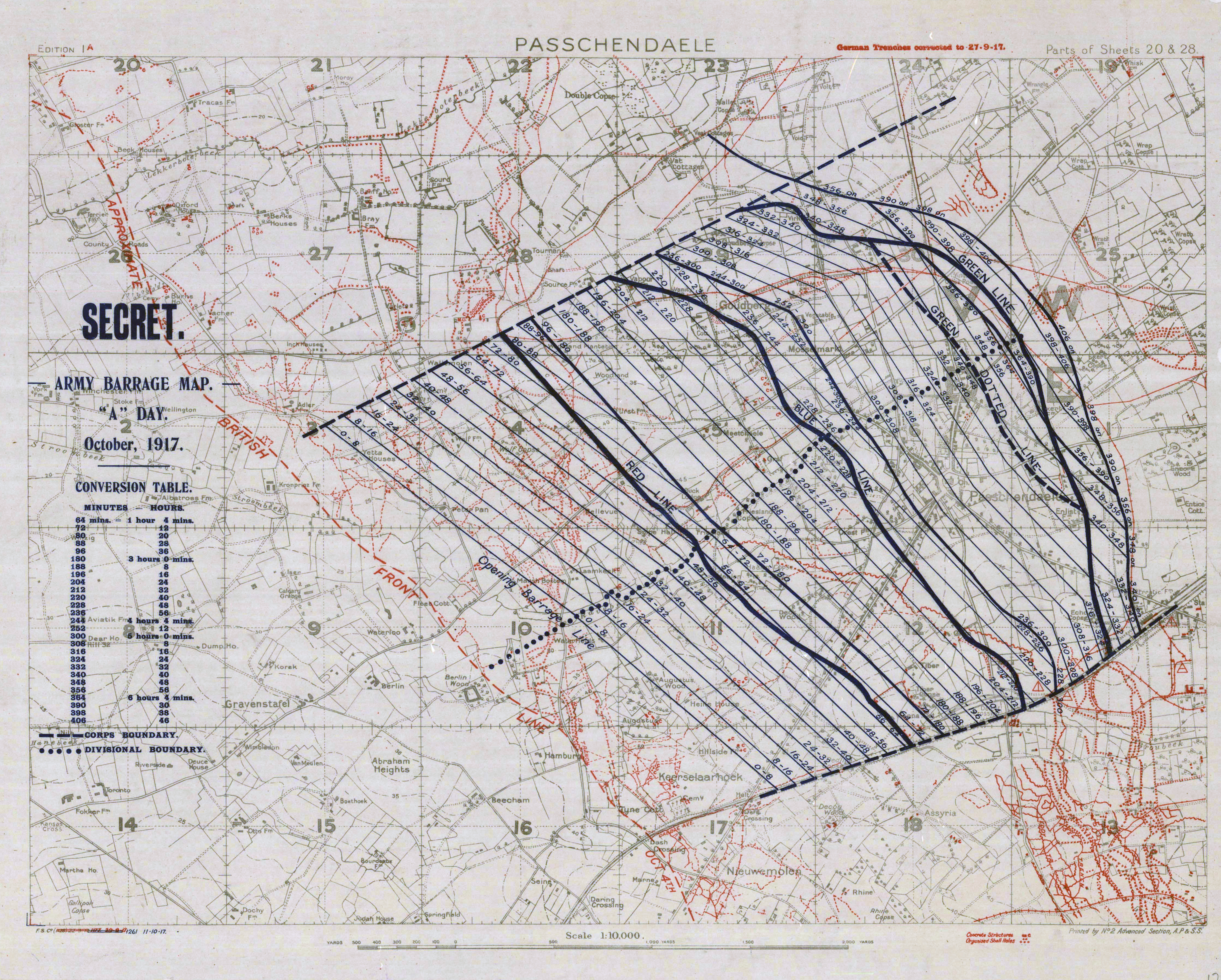
Britternas spärreld under slaget vid Passchendaele. Linjerna visar hur spärrelden flyttas fram minut för minut.

Spärreld är ett begrepp inom artilleriet, som innebär att artilleri och granatkastare skjuter mot ett område för att hindra fienden att passera. Spärreld har använts sedan början av första världskriget. Ett typiskt användningsområde är vid försvar, då försvararen ofta förbereder spärreld framför de egna försvarslinjerna på de platser där fienden väntas rycka fram. Spärrelden läggs då så nära de egna ställningarna som det är möjligt med hänsyn till säkerheten för de egna trupperna. För att spärrelden skall bli effektiv strävar man efter att elden verkar på en stor bredd, antingen genom att elden flyttas i sida mellan varje eldöppnande eller att flera skjutande förband skjuter mot platser som ligger bredvid varandra.
Att förbereda spärreld kan innebära att de platser där elden skall träffa bestäms och registreras hos det skjutande förbandet och att en eldledare gör upp en plan för vilka platser som skall beskjutas och i vilken ordning (en så kallad eldorder). I förberedelserna ingår också att bestämma hur sambandet ska fungera och vem som skall ge order om spärreld. 
En krypande spärreld är en form av stormeld. Elden flyttas stegvis framåt, så att en anfallande styrka kan följa efter. Krypande spärreld är särskilt lämplig vid anfall mot linjära mål såsom skyttegravar.